# Гарцман, Матвей Давидович
Матве́й Дави́дович Га́рцман (идиш מאָטל האַרצמאַן ‎ — Мотл Гарцман; 29 октября 1909, Бердичев, Киевская губерния — 15 декабря 1943) — еврейский советский поэт и переводчик.

## Биография
Родился 29 октября 1909 года в Бердичеве в многодетной семье кустаря. Писать стихи начал с детства.
Учился на еврейском отделении в Одесском педагогическом техникуме, затем на еврейском отделении Московского университета. В 1936 году окончил аспирантуру института еврейской культуры АН УССР.
Автор ряда сборников поэзии. Переводил на идиш Пушкина, Франко, Шевченко.
Погиб на фронте в декабре 1943 года.

## Семья
Внуки — художники Матвей Вайсберг и Николай Сологубов.

## Наследие
Стихи Гарцмана переводили на украинский язык П. Тычина, А. Малышко, В. Сосюра, Д. Павлычко и др., на русский — Н. Ушаков, Ю. Нейман, Л. Вышеславский, С. Гордеев, М. Шехтер.